# سيفيوروكزيم
سيفيوروكزيم هو أحد المضادات الحيوية المنتمية للجيل الثاني من السيفالوسبورينات والذي انتشر انتشارا واسعا في الولايات المتحدة الأمريكية تحت مسمى سيفتين منذ العام 1977. تقوم شركة جلاكسو سميث كلاين بتوزيع الدواء في بريطانيا (وفي دول أخرى مثل, أستراليا، تركيا، بنغلاديش، تايلاند، المجر وبولندا) تحت مسمى زينات. كما يباع تحت مسمى سفيوهيكسال في ألمانيا وتحت مسمى زيناسيف في مصر. يتوافر من السفيوروكزيم تركيزات مثل 500 و250 في صورة أقراص مغلفة و125 في صورة معلق وأيضا بتركيزات 750 مجم و1.5 جرام في صورة حقن للعضل وحقن للوريد. تتم صناعة سيفيوروكزيم في بريطانيا ومنه يوزع إلى جميع أنحاء العالم.

## دواعي الاستعمال
تغطي قدرة سيفيوروكزيم البكتريا موجبة وسالبة جرام على نحو واسع ومتساو. وعلى الرغم من كونه أحد سيفالوسبورينات الجيل الثاني، إلا أنه قليل التأثر بإنزيم بيتا لاكتاميز المثبط لعمل المضادات الحيوية مما يجعله ذو فاعلية أكبر ضد بكتريا هيموفيلس انفلونزا, وبكتريا نيسرية بنية والبكتريا المسببة لداء لايم. وعلى عكس أقرانها من سيفالوسوبرينات الجيل الثاني، فسيفيوروكزيم يمكنه عبور الحاجز الدموي الدماغي.
يستخدم سفيوروكزيم للدواع الطبية التالية:
- عدوى الجهاز التنفسي العلوي
- عدوى الجهاز التنفسي السفلي
- عدوى المسالك البولية والتناسلية
- عدوى الجلد وأنسجة تحت الجلد
- للوقاية من العدوى بعد العمليات الجراحية

## الأعراض الجانبية
الأعراض الجانبية بالنسبة للسفيوروكزيم تكون خفيفة وعابرة. وعند تناوله مع الطعام يزيد من امتصاص الجسم له ونادرا ما يسبب أعراضا جانبية مثل اسهال, قيء، غثيان, صداع/شقيقة, دوخة ومغص.